# Ʊ
La letra Ʊ ( minúscula : ʊ ), llamada herradura o, a veces, cubo, omega invertida o ípsilon latina, es una letra del Alfabeto Fonético Internacional que se utiliza para transcribir una Vocal casi cerrada semiposterior redondeada. Gráficamente, la minúscula es una letra griega omega ( Ω ) en minúscula girada en muchos tipos de letra (por ejemplo, Arial, Calibri, Candara, Liberation, Lucida, Noto, Times New Roman), e históricamente deriva de una U (ᴜ) latina en minúsculas, con las serifas exageradas para hacerlas más visibles. Sin embargo, Geoffrey Pullum lo interpretó como una variante AFI de la letra griega ípsilon (υ) y lo llamó ípsilon latino, el nombre que sería adoptado por Unicode, aunque en IPA también se usa un upsilon griego real para el labiodental sonoro. aproximado ; Pullum llamó a este guion de letras V y Unicode la llama V con gancho.

## Uso
La herradura se utiliza en el alfabeto de referencia africano y en los alfabetos nacionales como los de Anii y Tem. La mayoría de las veces tiene el valor de /u/ con la raíz de la lengua retraída.

## Codificación
La mayúscula y la minúscula se ubican en U+01B1 y U+028A en Unicode, respectivamente.
Los caracteres derivados son U+1DB7 ᶷ MODIFIER LETTER SMALL UPSILON and U+1D7F ᵿ LATIN SMALL LETTER UPSILON WITH STROKE.